# Creta delle Chianevate
La Creta delle Chianevate (2.769 m s.l.m., Crete de Cjanevate in friulano, Kellerspitzen in tedesco) è una montagna delle Alpi Carniche occidentali, appartenente alla Catena Carnica Principale, situata sul confine tra l'Austria e l'Italia: posta appena ad oriente del monte Coglians, è la seconda cima del Friuli-Venezia Giulia dopo il Coglians, davanti allo Jôf di Montasio e alla Cima dei Preti; sul versante nord è presente il piccolo ghiacciaio dell'Eiskar, il più meridionale dell'Austria e vi si può salire partendo dal Rifugio Giovanni e Olinto Marinelli.

## Storia
All'inizio del primo conflitto mondiale non venne occupato dalle truppe italiane, in quanto le pareti del versante austriaco erano ritenute totalmente inaccessibili. Nell'estate del 1916, tuttavia, un piccolo gruppo di soldati austroungarici riuscì, con un'arditissima scalata, ad arrivare sulla cima e a stabilirvi un punto di osservazione. Dopo alcune settimane, tuttavia, le grossissime difficoltà di rifornimento, l'inclemenza del clima e la pressione delle truppe italiane costrinsero gli austriaci ad abbandonare la postazione.